# Kliczków Mały
Kliczków Mały [pronunciación en polaco: /ˈklit͡ʂkuf ˈmawɨ/] es un pueblo ubicado en el distrito administrativo de Gmina Brzeźnio, dentro del condado de Sieradz, voivodato de Łódź, en el centro de Polonia. Se encuentra aproximadamente a 8 kilómetros al noroeste de Brzeźnio, a 17 kilómetros al suroeste de Sieradz, y a 71 kilómetros al suroeste de la capital regional, Łódź. 